# Quentin Jakoba
Quentin Jakoba (Tilburg, 19 dicembre 1987) è un ex calciatore olandese, di ruolo difensore.

## Caratteristiche tecniche
Terzino destro, può giocare anche come difensore centrale.

## Carriera

### Club
Comincia a giocare nelle giovanili del Willem II. Nel 2008 gioca per l'Eindhoven. Nel gennaio 2009 viene acquistato dal Kozakken Boys. Nel 2014 si trasferisce all'ASWH. Nel 2015 torna al Kozakken Boys.

### Nazionale
Ha debuttato in Nazionale il 5 ottobre 2016, in Curaçao-Antigua e Barbuda (3–0). Nel 2017 viene inserito nella lista dei convocati per la Gold Cup 2017.